# Essence Atkins
Essence Uhura Atkins (ur. 7 lutego 1972 w Nowym Jorku) – amerykańska aktorka, osobowość telewizyjna, komik.